# Myiophobus phoenicomitra
Myiophobus phoenicomitra là một loài chim trong họ Tyrannidae.